# Baccharis trilobata
Baccharis trilobata là một loài thực vật có hoa trong họ Cúc. Loài này được A.S. Oliveira & Marchiori mô tả khoa học đầu tiên.